# Georges Schehadé
Georges Schehadé (Alessandria d'Egitto, 2 novembre 1905 – Parigi, 17 gennaio 1989) è stato uno scrittore, poeta e drammaturgo libanese, di lingua francese.

## Poesia
- Etincelles, Parigi, Edition de la Pensée latine, 1928.
- Poésies I, Parigi, Guy Lévis Mano, 1938
- Poésies II, Parigi, Guy Lévis Mano, 1948
- Poésies III, Parigi, Guy Lévis Mano, 1949
- Poésies Zéro ou L'Écolier Sultan (scritti nel 1928/29), Parigi, Guy Lévis Mano, 1950
- Si tu rencontres un ramier (più tardi Poésies IV), Parigi, Guy Lévis Mano, 1951
- Les Poésies (Poésie I–IV), Parigi, Gallimard, 1952
- Poésies V, 1972
- Le Nageur d'un seul amour (Poésies V e VI), Parigi, Gallimard, 1985
- Poésies VII (ultime poesie), Beirut, Editions Dar An-Nahar, 1998

## Opere teatrali
- Chagrin d'amour, Beirut, 1938
- Monsieur Bob'le, Parigi, Gallimard, 1951
- La Soirée des proverbes, Parigi, Gallimard, 1954
- Histoire de Vasco, Parigi, Gallimard, 1956
- I giorni dell'amore (sceneggiatura), regia di Jacques Baratier, 1958
- Les Violettes, Parigi, Gallimard, 1960
- Le Voyage, Parigi, Gallimard, 1961 (Il viaggio)[1]
- L'Émigré de Brisbane, Parigi, Gallimard, 1965
- L'Habit fait le prince (scritto nel 1957), pantomina, Parigi, Gallimard, 1973